# Jan Petera
Jan Petera (18. srpna 1881 Bílá Třemešná – 1. října 1941 Praha-Ruzyně) byl za první světové války příslušníkem československých legií v Itálii, v meziválečném období byl důstojníkem prvorepublikové československé armády, za protektorátu se zapojil do řad členů ilegální vojenské odbojové organizace Obrana národa.

## Život

### Studia, první světová válka, čs. legie
Jan Petera se narodil 18. srpna 1881 v Bílé Třemešné číslo 26 (okres Dvůr Králové) do rodiny pošťáka Antonína Petery a jeho manželky Jany Peterové. Po neúspěšném pokusu o studium na gymnázium (nedokončil jej) vystřídal několik různých povolání v civilním sektoru. Z povinné vojenské služby v rakousko-uherské armádě jej ze zdravotních důvodů předčasně propustili, ale po vypuknutí první světové války si na něj vojenští páni vzpomněli a po absolvování zkráceného základního vojenského výcviku u 18. pěšího pluku byl odvelen do bojů na italskou frontu. V hodnosti vojína (služebně zařazeného u 18. pěšího pluku) padl 8. června 1915 v lokalitě Freikoffel do nepřátelského zajetí. V březnu 1917 si podal v italské Padule přihlášku do řad příslušníků československých legií, do nichž byl zařazen (v hodnosti vojína) 12. dubna 1918. V československých legiích v Itálii sloužil u 39. pěšího pluku. Svoji legionářskou kariéru (registrovanou od 18. března 1917 do 31. prosince 1919) ukončil u 39. pěšího pluku v hodnosti poručíka formálně ke dni 20. prosince 1920.

### Mezi dvěma válkami
Po vzniku samostatného Československa a návratu do vlasti se Jan Petera stal vojákem z povolání a toto povolání vykonával až do roku 1937, kdy (v hodnosti majora) odešel do výslužby (byl penzionován). V meziválečném období byl aktivním členem Sokola, Legionářského spolku a rovněž byl členem Národně demokratické strany. Během mobilizace byl v roce 1938 reaktivován a nasazen zpět do vojenské služby v květnu 1938 a v září 1938.

### Protektorát

#### Práce pro oblast Hradec Králové
Po vyhlášení protektorátu (15. března 1939) se velmi brzy zapojil do řad protiněmeckých odpůrců v rámci vojenské ilegální odbojové organizace Obrana národa (ON). Od května 1939 až do zásahu gestapa v únoru 1940 zastával funkci náčelníka štábu a zpravodajského důstojníka krajského vojenského velitelství ON v Hradci Králové. Krajské vojenské velitelství ON v Hradci Králové bylo řízeno tehdejším plukovníkem Petrem Novákem, který kolem sebe soustředil odbojovou skupinu, v jejímž nejužším vedení byl zařazen věkově nejstarší Jan Petera. (Petr Novák byl velitelem pro kraj Čechy-severozápad ale spolupracoval i s dalšími skupinami.)
Majoru Peterovi plynuly z jeho funkcí (náčelník štábu Petra Nováka, zpravodajský důstojník) obdobné úkoly, ke kterým byl povinován i jeho protějšek – člen krajského velitelství Obrany národa v Pardubicích – štábní kapitán Zdeněk Tvrz. Petera se zabýval získáváním, shromažďováním a vyhodnocováním různých zpravodajsky hodnotných informací hospodářského, politického a vojenského charakteru. Zároveň udržoval i kontakty na centrální velení Obrany národa v Praze a udržoval styky s dalšími partnerskými krajskými vojenskými velitelstvími ON (přednostně s nejbližšími Pardubicemi) na teritoriu Protektorátu Čechy a Morava. (Komunikaci Hradeckého štábu s jemu podřízenými ilegálními složkami tj. okresními vojenskými velitelstvími a místními vojenskými velitelstvími ON měl většinou na starosti osobně plukovník Petr Novák a v tomto mu napomáhal svými „kurýrními službami“ rotmistr Oldřich Jelínek.)

#### Kontakty na oblast Pardubice
Petera měl s pardubickým velení ON velmi intenzivní kontakty. Nejčastěji byl ve styku se štábním kapitánem Zdeňkem Tvrzem, ale mimo něj znal prakticky celý pardubický štáb včetně štábního kapitána Jaroslava Skutila a poručíka Antonína Pulpána. Jaroslav Skutil a Antonín Pulpán byli v odboji označováni jako tzv. „cukráři“ a jich úkolem byla „špinavá práce“ (sabotážní akce v továrnách, kladení nástražných výbušnin na železnici, fyzická likvidace nepohodlných osob, apod.) Petera se také dobře znal s představiteli okresního vojenského velitelství ve Vysokém Mýtě (plukovníkem Ing. Bohuslavem Závadou a majorem Bohuslavem Kohoutem).

#### Spojení s Prahou
Jan Petera měl, prostřednictvím štábního kapitána  Zdeňka Tvrze, napojení na Zemské vojenské velení Obrany národa (ZVV ON) v Praze, kde přímo komunikoval s přednostou zpravodajského oddělení Zemského velitelství - Čechy majorem Hynkem Němcem. Prahu Petera navštívil (po dohodě se Zdeňkem Tvrzem) asi čtyřikrát a s Hynkem Němcem se tu osobně setkával. V době od října 1939 do listopadu 1939 vykonával Petera zpravodajskou činnost nejen pro svoji oblast působnosti (hradecký štáb), ale i pro Pardubicko. Hynku Němcovi tak Petera předával obálky se zpravodajskými informacemi od pardubického štábu a zpětně pak přijímal obálky s pokyny pražského vedení, které předával buď veliteli krajského velitelství ON Pardubice plukovníku Josefu Taclovi nebo štábnímu kapitánovi Zdeňku Tvrzovi.

Spolupracovníci v odboji (I.)
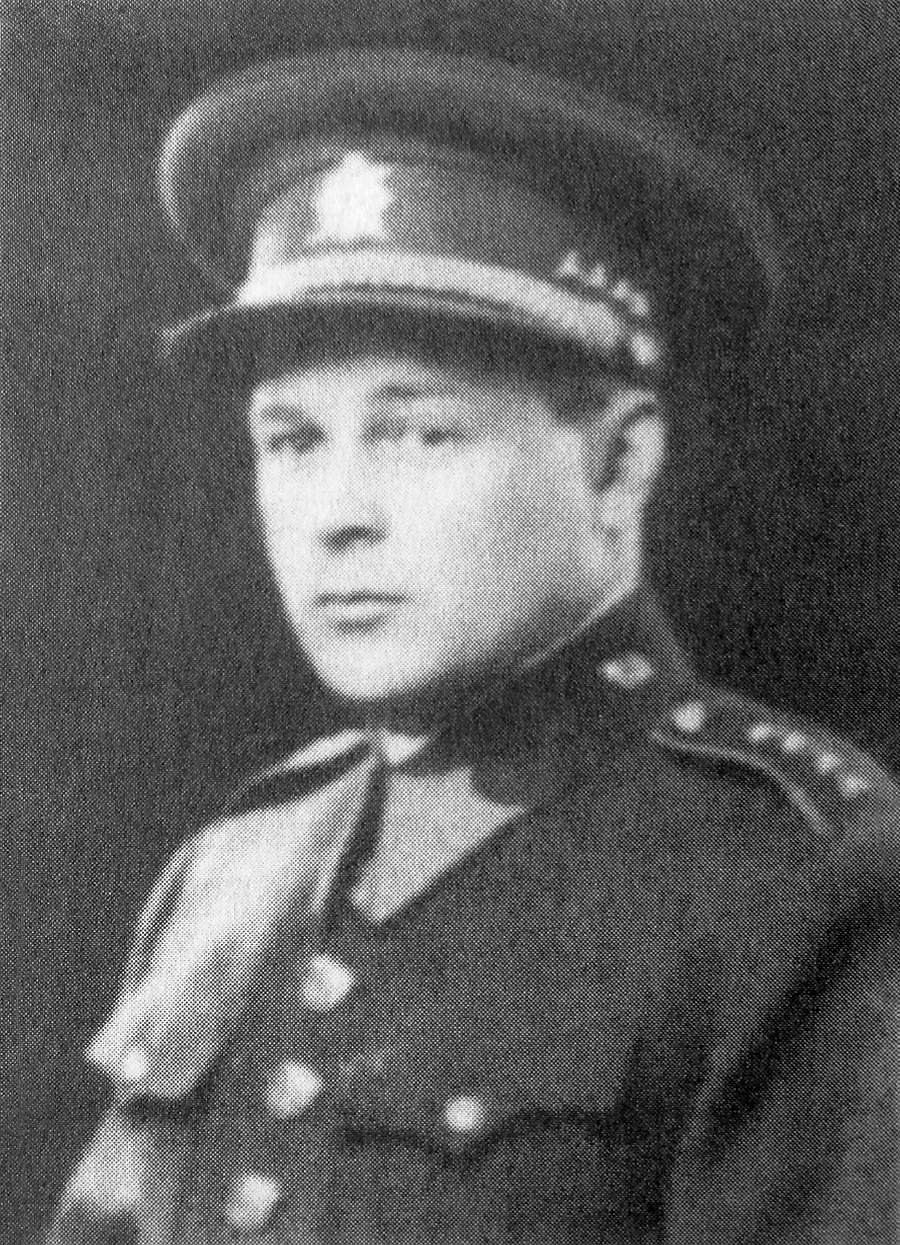
štábní kapitán Zdeněk Tvrz
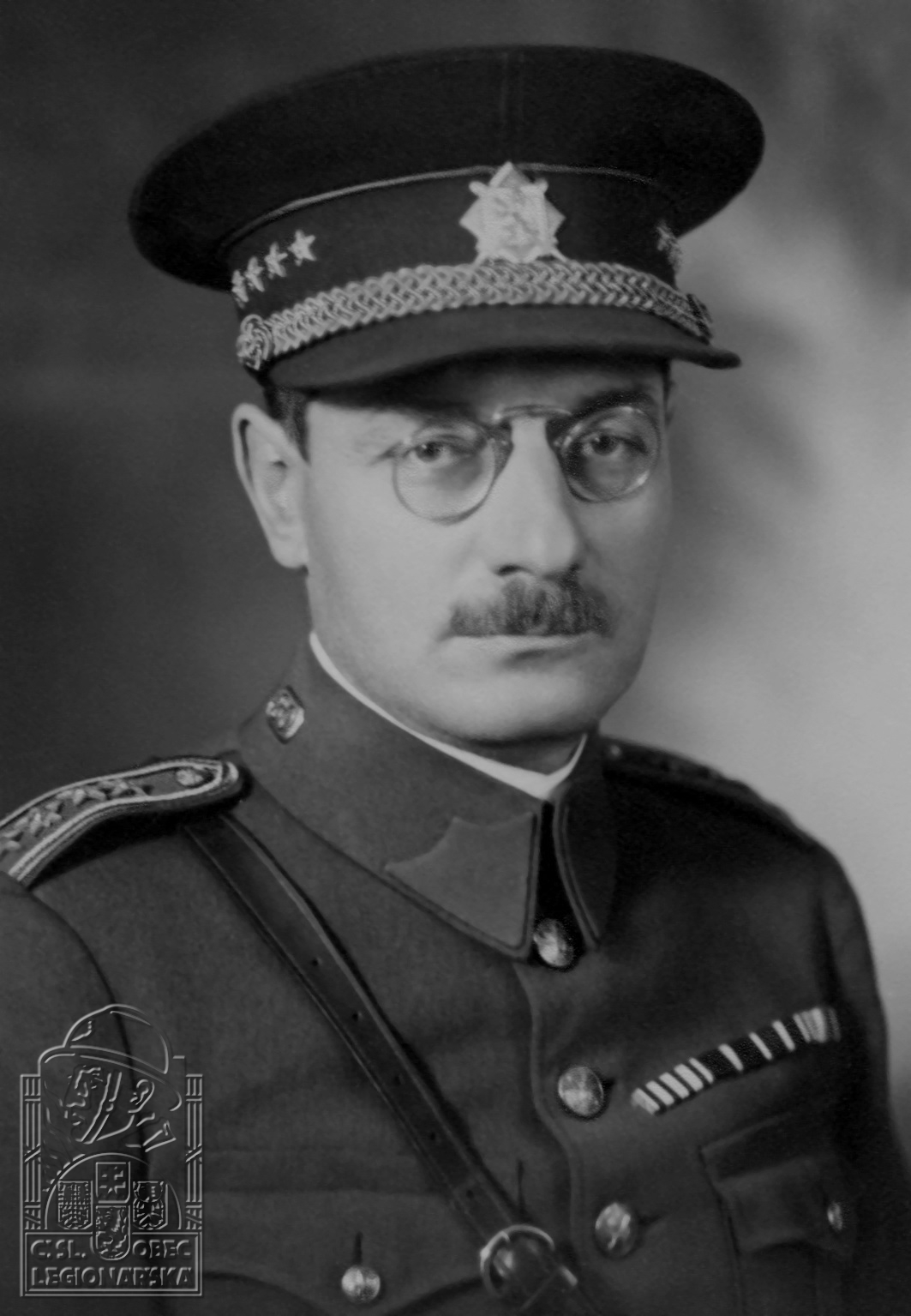
plukovník Ing. Bohuslav Závada
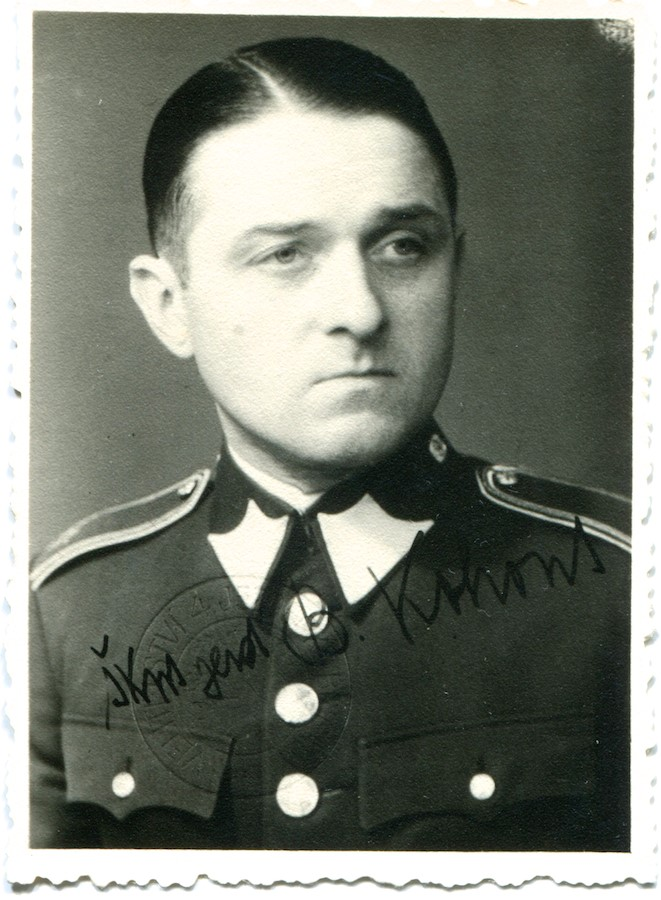
major Bohuslav Kohout
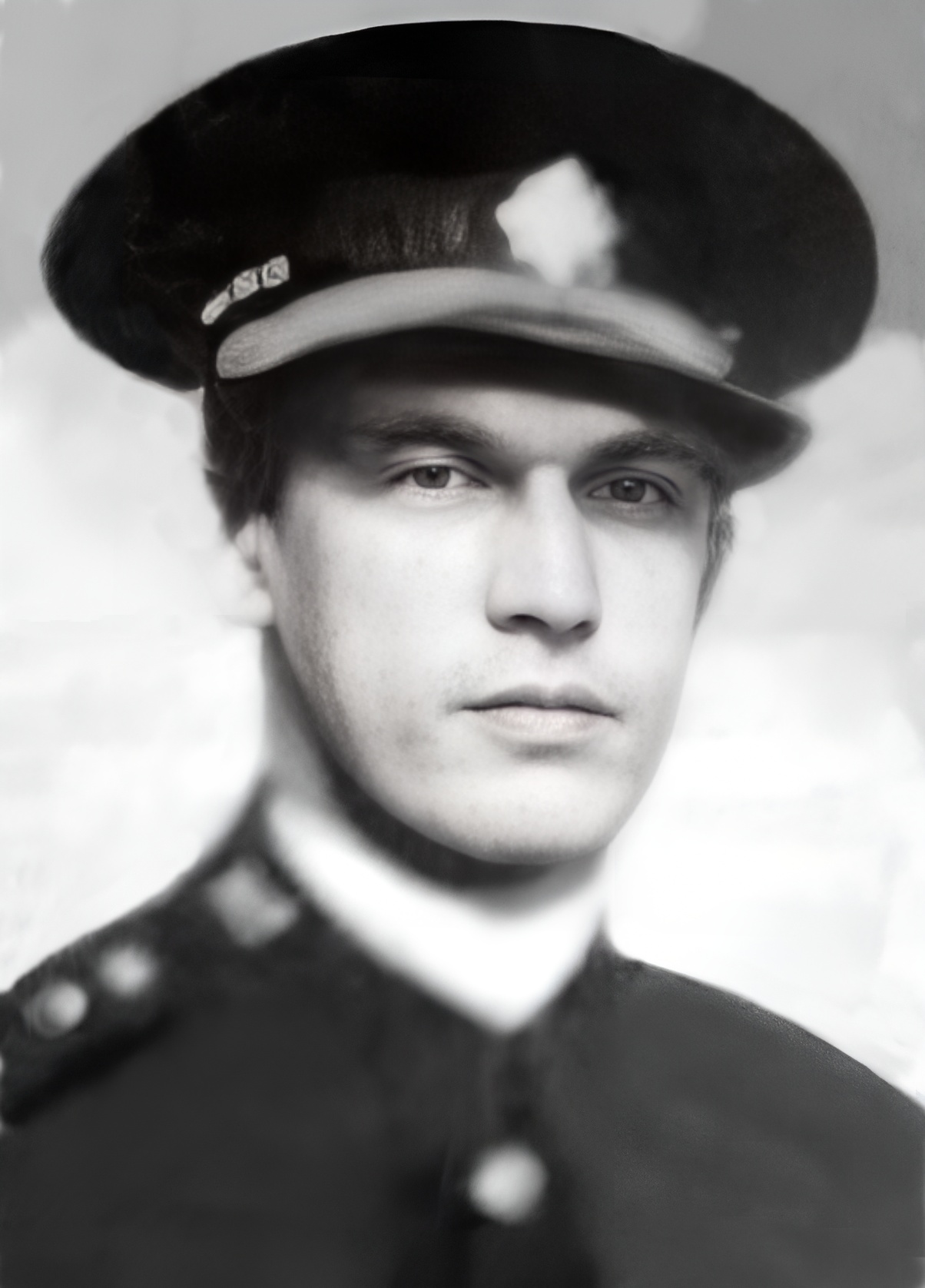
major Hynek Němec
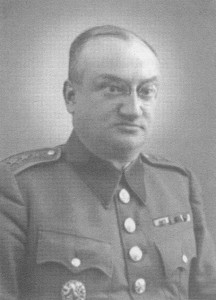
plukovník Josef Tacl

#### Likvidace první garnitury ON
Ve dvou zatýkacích vlnách (na podzim 1939 a v únoru 1940) došlo prakticky k rozbití ON a zničení tzv. první garnitury ON. U některých zatčených funkcionářů našlo gestapo dokonce jmenné seznamy příslušníků velení a jednotek, což mělo za následek další zatýkání. Zatčení funkcionáři byli internováni v koncentračních táborech. Funkcionáři, kteří unikli zatčení, přešli buď do hluboké ilegality nebo odešli do emigrace. 

#### Přechod do Prahy
Jan Petera zatčení v obou těchto vlnách unikl a nepolevil ve své ilegální činnosti. Pro práci v odboji získal Jan i svého bratra Emanuela Peteru. Emanuel Petera byl zaměstnán jako obchodní cestující. Z povahy své profese měl povoleno jezdit přes Švýcarsko do Francie, kam předával důležité zpravodajské informace do druhého oddělení francouzského hlavního štábu. Oba bratři Peterovi se postupně napojili na obnovující se druhou garnituru Obrany národa, která se rodila v Praze. Jan a Emanuel Peterovi přenesli těžiště svého působení do Prahy–Nuslí a v odboji přijali krycí jména: Jan Petera alias Alois Vacek zatímco Emanuel Petera vystupoval pod přezdívkou Josef Tůma.

#### Spolupráce s Balabánem v Praze
Četné úzké odbojové kontakty s pražským vedením ON umožnily Janu Peterovi proniknout do vyšších pater těžce poškozené ilegální organizace, která ale začala (coby 2. garnitura) pomalu „vstávat z popela“. Ve spolupráci s podplukovníkem Josefem Balabánem (členem a neformálním velitelem ilegální zpravodajsko–sabotážní skupiny pojmenované gestapem jako Tři králové, ačkoliv oni sami sebe označovali jako „tři mušketýry“) začal Jan Petera navazovat zpřetrhané styky s jednotlivými kraji, kde bylo třeba získat pro druhou garnituru Obrany národa vhodné vůdčí osobnosti.
Skupina kolem Josefa Balabána spolupracovala úzce s železničáři. V pravidelném kontaktu s Balabánem byl i průvodčí lůžkových vagónů železniční společnosti Mitropa (na mezinárodních železničních linkách) Jan Karel. Jan Karel, který později pracoval i jako průvodčí spacích vozů u železniční společnosti Wagons-Lits, se v odboji věnoval kurýrní službě a vyvážel z protektorátu do zahraničí citlivé informace hospodářského, vojenského a politického charakteru, které svým formátem (technické výkresy, fotografie, dlouhé textové popisy) nebylo možno předávat radiotelegrafickou cestou. (Jednalo se především o zpravodajsky utříděné informace „z dílny“ Josefa Balabána.)

Spolupracovníci v odboji (II.)
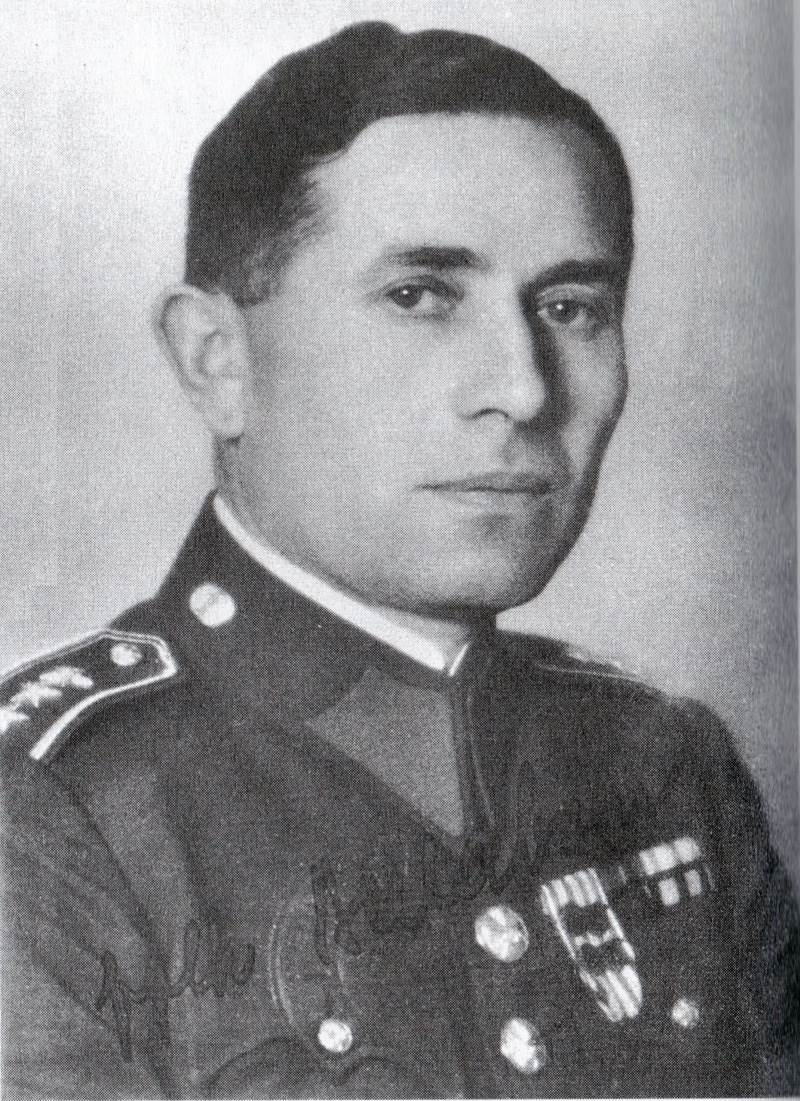
podplukovník Josef Balabán
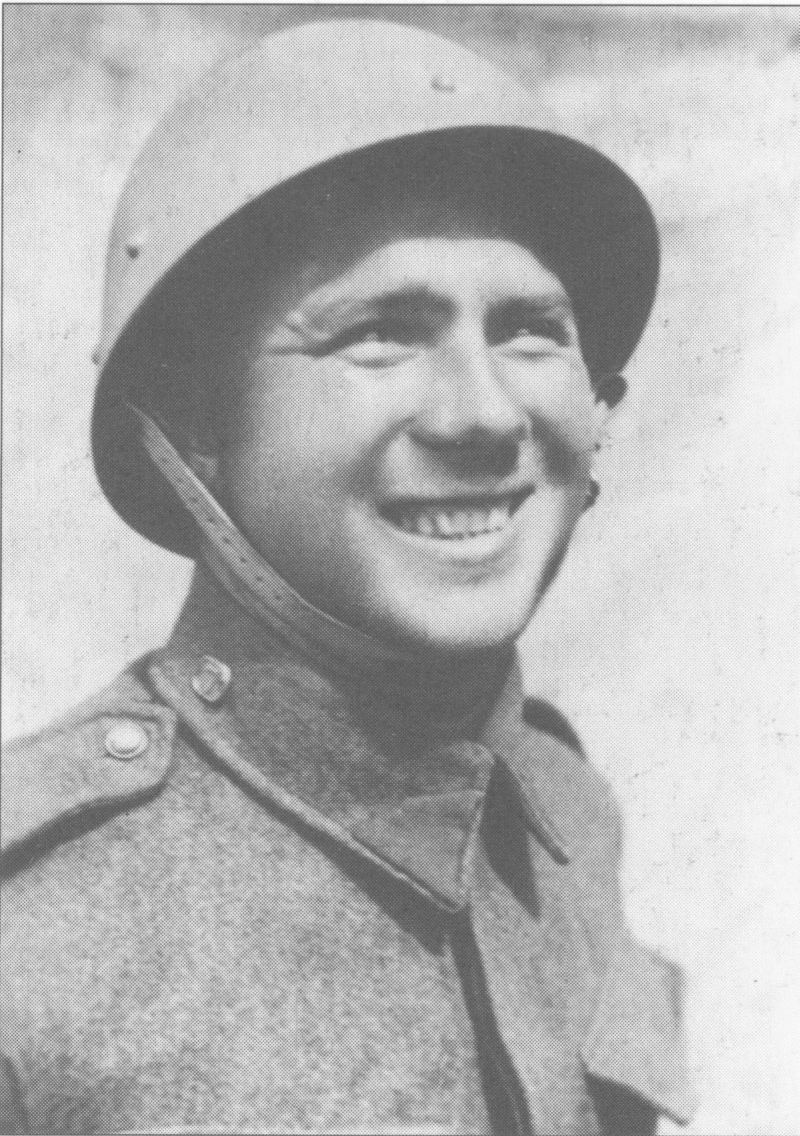
kurýr ON Jan Karel

#### Budování regionálních sítí v rámci druhé garnitury ON
Podplukovník Josef Balabán požadoval (v rámci spolupráce na obnově regionálních struktur ON) po majoru Janu Peterovi, aby navštívil oblasti, kde se dříve nacházela velitelství (a sítě) Obrany národa a aby zde zmapoval, co a kdo zde ještě zbyl z doby před únorovým zásahem Němců a aby současně vysondoval možnosti vybudovat od základu nové struktury regionálních sítí (a velitelství) ON. Petera začal pardubickou oblastí, kde bydlela jeho dcera Božena s manželem Václavem Vikem. Peterův zeť Václav Vik znal činnost a cíle Obrany národa, před německou okupací Čech, Moravy a Slezska sloužil u stejného pluku jako poručík Antonín Pulpán (velitel tzv. pardubických „cukrářů“). V červenci 1940 navázal Petera (prostřednictvím loajálního českého policejního důstojníka Dolejše) kontakt s Václavem Vikem a současně získal spojení i na poručíka Pulpána, se kterým se následně setkal v pražské restauraci Havránek. Zemské vojenské velitelství v Praze tak získalo (prostřednictvím Jana Petery) bezprostřední a aktuální informace o situaci na Pardubicku. Znovuobnovením ilegální krajské organizace ON na Pardubicku nakonec Jan Petera pověřil poručíka Antonína Pulpána.
Prostřednictvím Josefa Balabána se Jan Petera v pražských Vršovicích seznámil se štábním kapitánem Zahradníkem (v odboji zastupoval Josefa Balabána). Zahradník po Peterovi požadoval zjistit nějaké informace o trhavinách, které do Prahy přivezl (to ještě před zatýkací vlnou gestapa na jaře 1940) pardubický „cukrář“ štábní kapitán Jaroslav Skutil. V pražském ústředí ON nikdo z jeho členů nevěděl, kde byly tyto výbušniny nakonec ukryty. Jan Petera sice v listopadu 1940 ztratil kontakt s poručíkem Pulpánem, ale prostřednictvím dcery Boženy Vikové poslal Pulpánovi lístek se vzkazem. Odpověď od Pulpána ale nedorazila, neboť byl v listopadu 1940 zatčen gestapem a s jeho zajištěním tak činnost ON na Pardubicku ustala.
V oblasti Královéhradecké ON byl Jan Petera napojen na své bývalé kolegy majora Josefa Matohlínu a na štábního kapitána Albína Sládka. K dalším regionům, kde získával přehled o stavu tamní sítě Obrany národa patřila Plzeň (kontakt přes Sígra); Tábor (kontakt přes Kmotka); Mladá Boleslav (kontakt přes odbojáře praporčíka Blažka, který Peteru seznámil s J. Kotěrou). (Cestovní náklady mohl major Jan Petera hradit z hotovosti 6000 Korun, které na tyto účely obdržel od podplukovníka Josefa Balabána).

Spolupracovníci v odboji (III.)
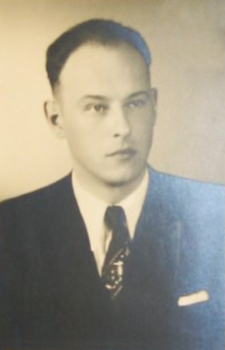
poručík Antonín Pulpán
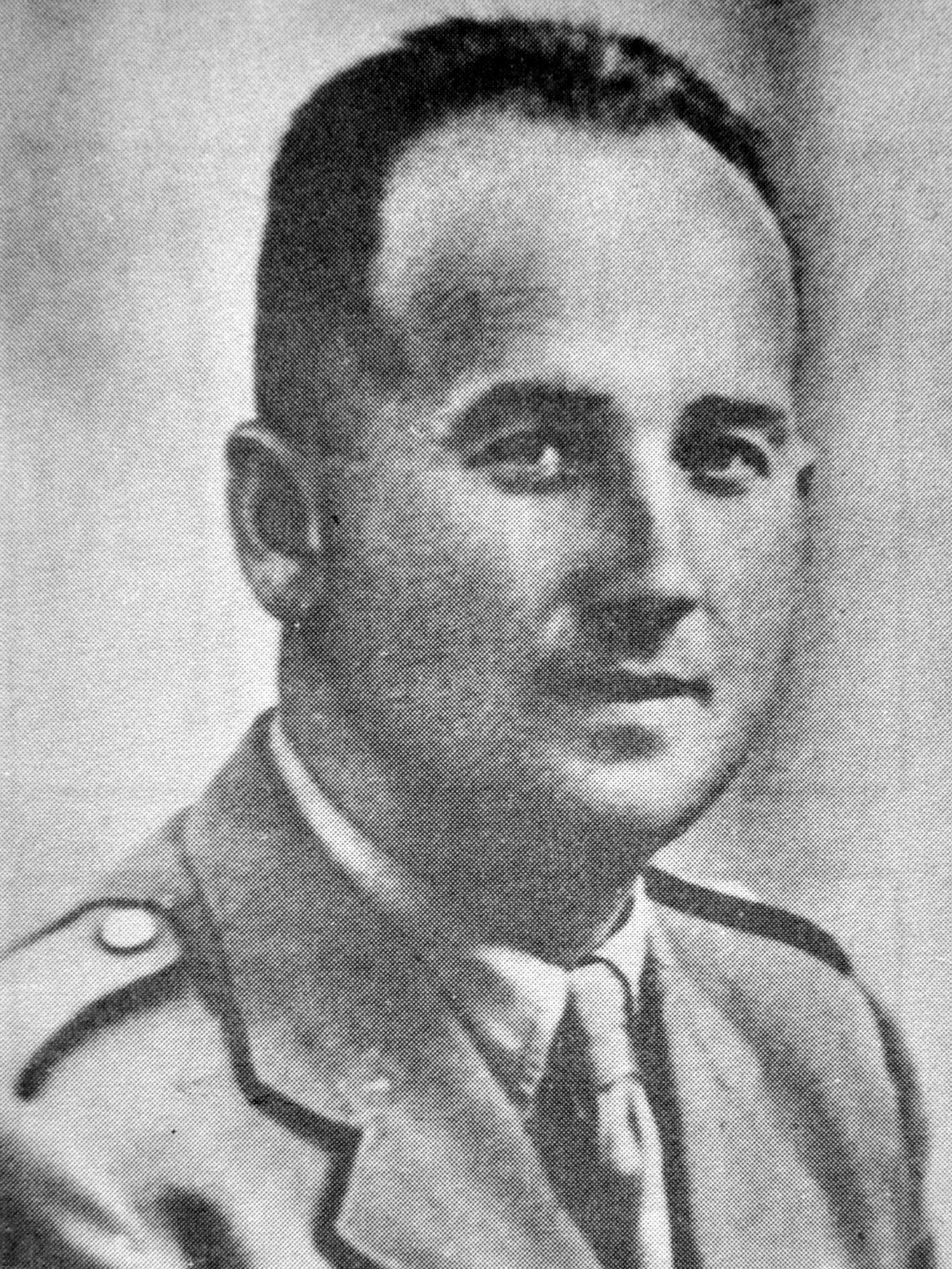
štábní kapitán Jaroslav Skutil
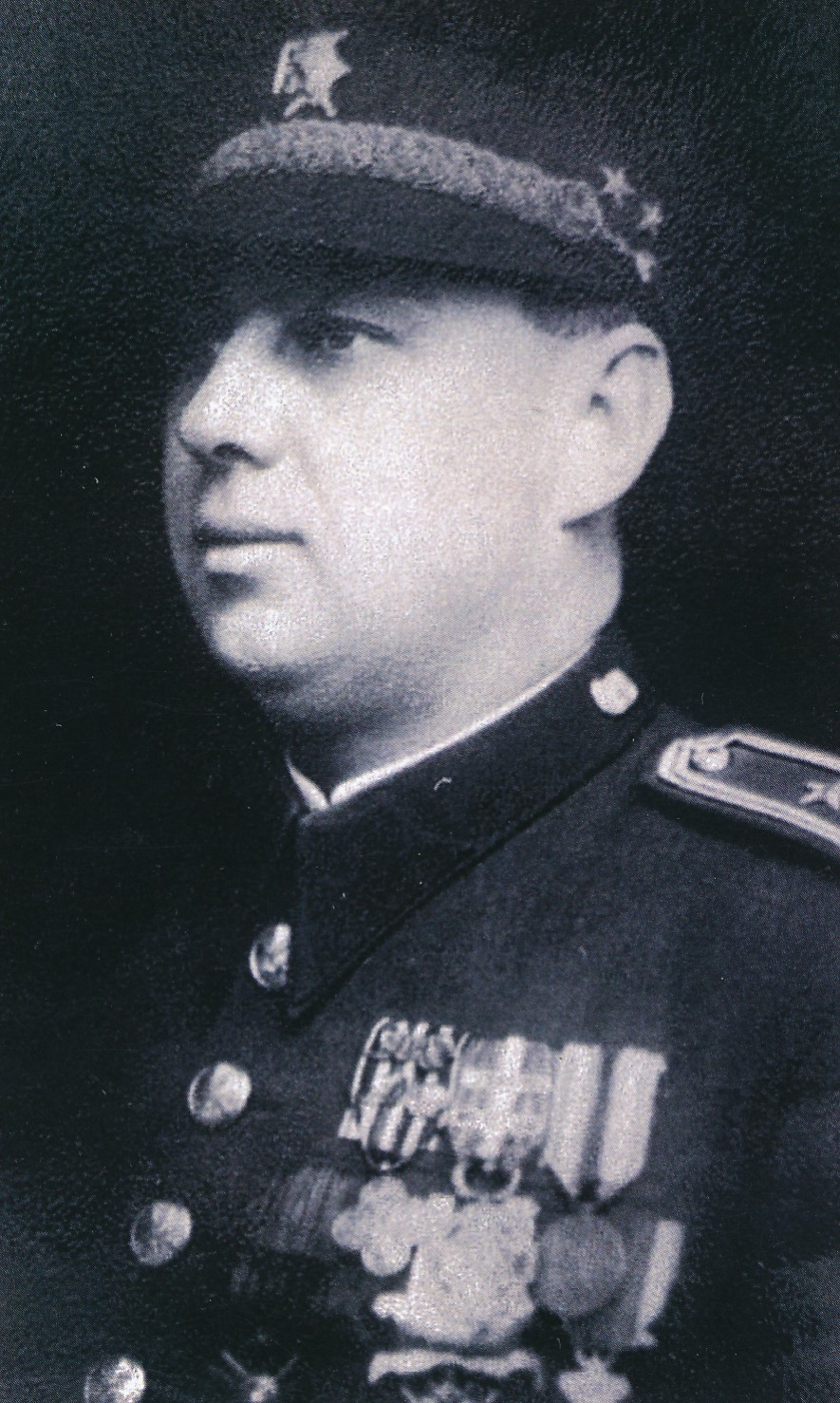
major Josef Matohlína
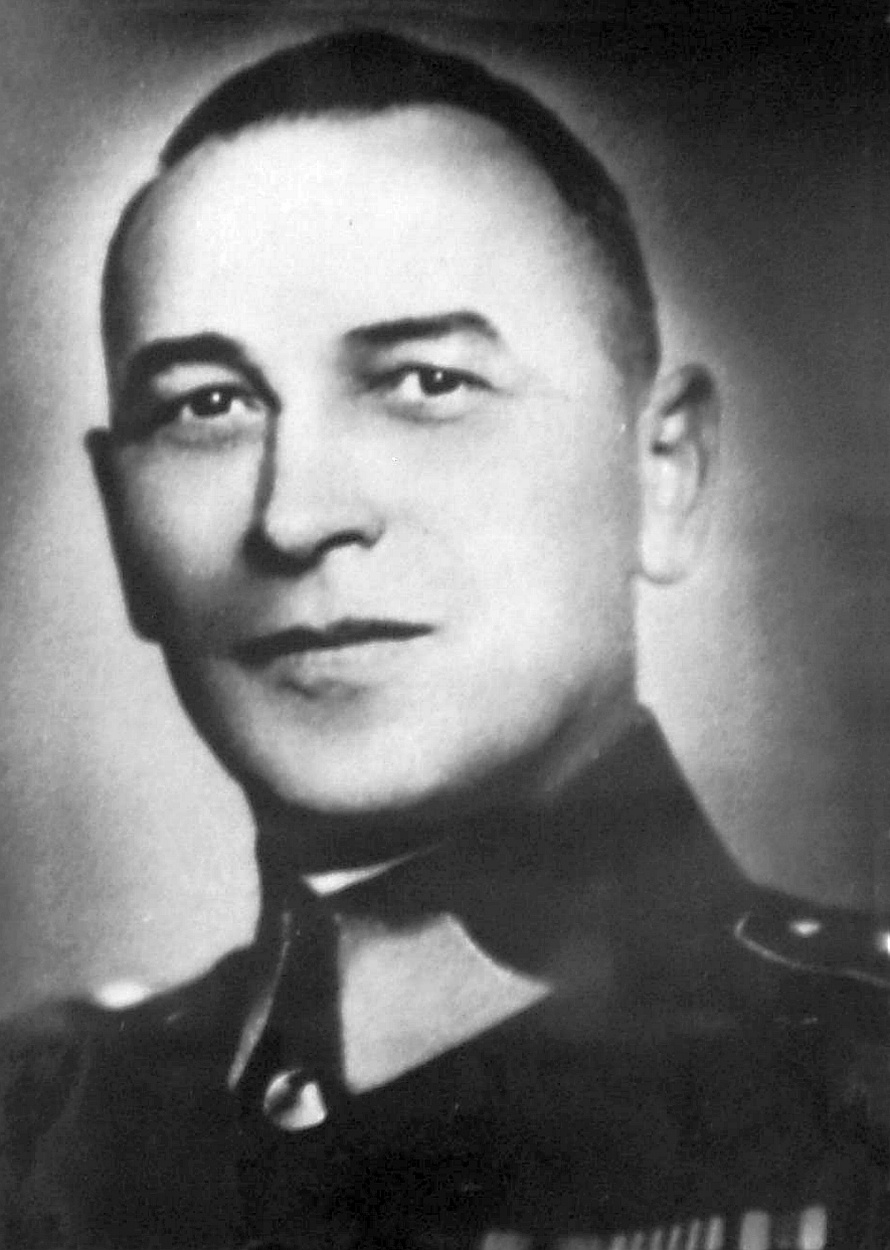
štábní kapitán Albín Sládek

#### První heydrichiáda
Po příchodu Reinharda Heydricha do Prahy (27. září 1941) bylo vyhlášeno od 28. září 1941 první stanné právo v jehož rámci byl major Jan Petera zatčen 1. prosince 1941. Dne 1. října 1941 byl odsouzen stanným soudem (při řídící úřadovně gestapa v Praze) k trestu smrti. V jízdárně bývalých dělostřeleckých kasáren v Praze–Ruzyni byl téhož dne (1. října 1941) popraven zastřelením.

## Dovětek – rodina
Ještě před vypuknutím první světové války pracoval Jan Petera jako účetní ve firmě na hudební nástroje, která sídlila v Terezíně. Zde se seznámil se svojí budoucí manželkou Marií Theresií Wankammerovou (1889–1964). Marie pocházela z německého prostředí, konkrétně z malé obce Wocken (dnes – rok 2024 – část obce Polepy v okrese Litoměřice). Její zámožný otec – mlynář a podnikatel – Wenzel Wankammer vlastnil několik pozemků, cihelnu a další majetek rozmístěný v okolí Terezína a Litoměřic. Sňatkem s Marií získal Jan Petera jisté a silné finanční zázemí, které mu umožňovalo rozvíjet za první republiky i aktivity, které nepřinášely bezprostřední finanční zisk.
Manželé Marie a Jan Peterovi měli celkem tři děti. V roce 1908 se jim narodila dcera Zdena Peterová, později provdaná Zdena Piorecká (1908–1965). Zdena měla dvě děti: Milenu a Stanislava (oba v roce 1968 emigrovali z Československa do Kanady). V roce 1913 přišla na svět druhá dcera manželů Peterových – Božena Peterová, později provdaná Božena Viková (1913–1972). O deset let později přišel na svět syn Jan Petera (* 5. dubna 1923 - 7. prosince 2014).
Zatčení Jana Petery (* 1881) dne 1. prosince 1941 nebylo v rodině jediné. Jeho manželka Marie byla nějaký čas vězněna v Pardubicích a krátkému pobytu za mřížemi neunikl ani jejich syn Jan (* 1923). Tomu bylo v té době 18 let a na chodbě se „jako náhodou“ naposledy viděl se svým zmláceným otcem, který byl zrovna eskortován od výslechu v Petschkově paláci. Zatčení se vyhnul bratr Jana Petery (* 1881) Emanuel Petera, který včas unikl do ilegality, až do konce druhé světové války byl nucen se skrývat a díky tomu přežil.